# Хатишериф (1830)
В сръбската история под хатишериф от 1830 година се разбира указът, с който османският султан Махмуд II предоставя автономия на Сръбското княжество, важен етап от държавно-правното обособяване на страната и отхвърлянето на османското владичество.
В резултат от Второто сръбско въстание през 1815 година сърбите в Белградския пашалък получават ограничено самоуправление, изразяващо се в администрацията и съдопроизводството на първенците („кнезовете“) от дванадесетте окръга („нахии“) на областта. В изпълнение на Одринския мирен договор, сложил край на злополучната за турците война с Русия от 1828-1829 година, султанът променя този статут, превръщайки пашалъка в автономно трибутарно княжество с наследствен княз. Освен в ежегодния данък, зависимостта на новото княжество от Османската империя се изразява и в запазването на османски гарнизони по Дунав и Сава, както и във вътрешността на страната.
Наред с обособяването на сръбската държава, сред последиците от султанския хатишериф от 1830 година са премахването на спахилъка на нейните територии и прогонването на голяма част от мюсюлманското население (с изключение на жителите на гарнизонните градове). Пълната си независимост от османците Сърбия придобива с Берлинския договор през 1878 година.